# Die Insel des vorigen Tages
Die Insel des vorigen Tages ist der dritte Roman von Umberto Eco, der 1994 im italienischen Original unter dem Titel L’isola del giorno prima und 1995 in der deutschen Übersetzung von Burkhart Kroeber erschienen ist. Er erzählt die angeblich wahre Geschichte des piemontesischen Landadligen Roberto de La Grive, der um die Mitte des 17. Jahrhunderts auf der Suche nach der Lösung des Problems der Längengrade an der Datumsgrenze in der Südsee verschollen sein soll.

## Inhalt
Der Erzähler behauptet, die Geschichte anhand von fragmentarischen Aufzeichnungen und Briefen aus dem 17. Jahrhundert so getreu wie möglich rekonstruiert zu haben: Im Juli oder August des Jahres 1643 befindet sich ein junger Italiener namens Roberto de La Grive als Schiffbrüchiger in der Südsee auf einem verlassenen Segelschiff namens „Daphne“, das in Sichtweite einer einsamen Insel vor Anker liegt, und schreibt Briefe an eine nicht genauer definierte „Signora“, aus denen sich sein bisheriges Leben und die Erklärung seiner seltsamen Lage allmählich ergeben:
In der Gegend von Alessandria als Sohn eines kleinen Landadeligen aufgewachsen, erfindet sich Roberto, weil er sich einsam fühlt, einen Halbbruder und Doppelgänger, den er Ferrante nennt und später manchmal tatsächlich zu sehen wähnt. Im Frühjahr 1630, im Alter von 16 Jahren, reitet er mit seinem Vater und dessen Mannen nach Casale im benachbarten Monferrato, um die im Mantuanischen Erbfolgekrieg von den Spaniern belagerte Stadt zu verteidigen. Im Kampf gegen die Spanier kommt sein Vater ums Leben, und Roberto fühlt sich noch einsamer als zuvor. Beeinflusst von einem französischen Edelmann, den er in Casale kennengelernt hat, geht er schließlich nach Frankreich, studiert in Aix-en-Provence bei einem nicht weiter präzisierten „Kanonikus von Digne“ und gelangt sodann nach Paris, wo er Anschluss an freigeistige Kreise findet, in den Salons der „Précieuses“ verkehrt, jener adligen Damen, die geistreiche, unkonventionelle Gespräche lieben, und sich in die schöne Lilia verliebt, was er ihr jedoch nicht zu sagen wagt, sondern nur in schmachtenden, aber nicht abgeschickten Briefen ausdrückt.
Um die Angebetete zu beeindrucken, hält er Anfang Dezember 1642 in einem Pariser Salon einen Vortrag über die Liebe als materielle Kraft, die dem „sympathetischen Pulver“ vergleichbar sei, einer Substanz, mit der man Wunden auf Distanz heilen oder auch verschlimmern könne, wenn man sie auf die Klinge streue, mit der die Wunde geschlagen worden sei. Am Abend nach diesem Vortrag taucht ein Hauptmann bei Roberto auf, verhaftet ihn und bringt ihn zu Kardinal Mazarin. Während Kardinal Richelieu nebenan auf dem Sterbebett liegt, beschuldigt Mazarin den Verhafteten des Hochverrats. Seine einzige Chance, der Todesstrafe zu entgehen, sei die Durchführung einer geheimen Mission. Ein junger Mann von Anfang Zwanzig namens Colbert – der sich „auf vielversprechende Weise in die Geheimnisse der Staatsverwaltung einarbeitet“, wie Mazarin ihn vorstellt – erläutert Roberto, worum es geht: Auf hoher See könne man zwar mit Hilfe der Gestirne und schon seit der Antike bekannter Navigationsinstrumente den jeweiligen Breitengrad ermitteln, aber das genüge nicht, um beispielsweise eine bestimmte Insel später wiederzufinden. Dazu müsse man auch den Längengrad kennen. „Doch leider“, so Colbert, „hat sich bisher jedes Mittel, das zur Bestimmung der Längengrade erdacht worden ist, als untauglich erwiesen.“ Wenn man außer der Ortszeit auch die genaue Zeit z. B. in Paris kennen würde, wäre es möglich, die Zeitdifferenz in einen Winkel bzw. einen Längengrad umzurechnen, denn eine Stunde entspricht 15 Längengraden. Aber es gibt keine Uhr, die genau genug geht, und wie soll man irgendwo auf dem Meer wissen, wie viel Uhr es gerade in Paris ist? Man bräuchte einen Festen Punkt oder Punto Fijo, wie ihn die Spanier nennen, doch woher nehmen? Nun habe jedoch die französische Regierung erfahren, dass der englische Arzt Doktor Byrd sich auf eine Expedition zur Erforschung des Problems vorbereite. Aus Gründen der Tarnung werde er dazu nicht ein englisches, sondern ein holländisches Schiff nehmen, die „Amarilli“. Roberto solle nach Amsterdam reisen, mit an Bord der „Amarilli“ gehen und heimlich beobachten, was Doktor Byrd unternehmen werde.
Nach einer monatelangen Seereise, die über den Atlantik nach Südamerika, um Kap Hoorn herum und bis weit in den Westen des Stillen Ozeans führt (und im Kapitel „Das Narrenschiff“ fast elegisch mit Anklängen an berühmte Südseegeschichten – von der des Robinson Crusoe über die der Bounty bis zu denen von Robert Louis Stevenson und Paul Gauguin – beschrieben wird), findet Roberto endlich heraus, wie Doktor Byrd jede Nacht heimlich die Uhrzeit in London ermittelt: Auf dem Schiff ist ein Hund versteckt, den man vor der Abreise in London mit einer Klinge verletzt hat. Offenbar streut Doktor Bryd auch noch Salz in die klaffende Wunde, damit sie nicht verheilt. Immer um Mitternacht streicht jemand in London „sympathetisches Pulver“ auf die Klinge, die die Wunde geschlagen hat – und im selben Augenblick heult der sonst nur wimmernde Hund laut auf.
Im Juli oder August 1643 gerät die „Amarilli“ jedoch in einen Orkan und geht mit Mann und Maus unter. Roberto kann sich auf eine Planke retten und treibt tagelang im Wasser, bis er zu einem Schiff gelangt, das in einer seichten Bucht vor Anker liegt: die „Daphne“. Mit letzter Kraft klettert er eine Strickleiter hinauf und schläft erschöpft auf dem Deck ein.
Als er wieder erwacht, stellt er fest, dass die Rettungsboote fehlen und das Schiff zwar intakt, aber offenbar von der Besatzung verlassen ist. Im Osten sieht er eine paradiesische Insel liegen, die jedoch für einen Nichtschwimmer wie Roberto unerreichbar ist. In der Kombüse findet er reichlich zu essen. Als er seltsame Geräusche hört, zieht er sich ängstlich in die Kapitänskajüte zurück.
Später wagt er es, den Geräuschen nachzugehen. Dabei entdeckt er ein Gewächshaus mit exotischen Pflanzen und ein Vogelhaus voller Käfige mit buntschillernden Vögeln. Die Pflanzen sind offenbar frisch gegossen und die Vögel gerade gefüttert worden! Als er weitersucht, entdeckt er hinter dem Vogelhaus einen Raum mit zahlreichen Uhren und anderen Messinstrumenten. Hat vielleicht auch auf diesem Schiff jemand versucht, eine Methode zur Bestimmung der Längengrade zu erproben? Systematisch untersucht Roberto das Schiff und findet schließlich einen alten Mann, der sich als Jesuitenpater Caspar Wanderdrossel aus Rom vorstellt. Der gebürtige Deutsche, ein barocker Universalgelehrter, der ein markant barockes Deutsch spricht (und nach dem Muster barocker Universalgelehrter wie Athanasius Kircher und Caspar Schott gestaltet ist), erklärt Roberto, er habe die Reise in die Südsee unternommen, um exotische Tiere und Pflanzen zu sammeln. Vor kurzem habe er jedoch wegen eines Insektenstichs hohes Fieber bekommen, und als der Kapitän Pestbeulen an ihm zu entdecken glaubte, sei die Besatzung auf die nahe Insel geflohen. Dort seien die Männer dann wohl von „Eingeborenen“ getötet und womöglich verspeist worden.
Aufgrund seiner Himmelsbeobachtungen ist Pater Caspar überzeugt, dass zwischen dem Schiff und der Insel im Osten der 180. Längengrad verläuft, also die Datumsgrenze. Auf der Insel ist es demnach, logisch betrachtet, vom Schiff aus gesehen noch gestern! Für die beiden Schiffbrüchigen wird sie so zur „Insel des vorigen Tages“. Da jedoch beide nicht schwimmen können, wären sie nur mit einem Floß in der Lage, die Insel zu erreichen, aber um das zu bauen, bräuchten sie Werkzeuge, und die haben die Matrosen mit auf die Insel genommen. Vergeblich bemüht sich Roberto, schwimmen zu lernen. Da kommt Pater Caspar auf die Idee, eine Art Taucherglocke zu bauen, in welcher er auf dem vermutlich nicht allzu tiefen Meeresgrund zur Insel hinüberwandern will. Der fromme Pater fürchtet schon, die Sünde der Hoffart zu begehen, so stolz ist er darauf, als erster Mensch in die geheimnisvolle Meereswelt hinabzusteigen. Er schnallt sich die Taucherglocke an, Roberto hievt ihn mit einer Winde empor und lässt ihn ins Wasser hinab. Dann wartet er lange, dass der Pater wieder zum Vorschein kommt, aber vergeblich: Pater Caspar Wanderdrossel taucht nicht wieder auf.
In seiner erneuten Einsamkeit übt sich Roberto weiter im Schwimmen, bis er an einen giftigen Fisch gerät, dessen Berührung ihn in einen Fieberwahn an der Grenze des Todes versetzt. Schon vorher hatte er angefangen, sich einen Roman auszudenken, in dem seine geliebte Lilia und sein böser Doppelgänger Ferrante, den er sich als Kind erfunden hatte, die Hauptrollen spielen: Ferrante ist nach Paris gekommen und gibt sich dort als Roberto aus, in Robertos Gestalt macht er sich an Lilia heran und überredet sie, mit ihm an Bord des Piratenschiffs „Tweede Daphne“ zu gehen, um einem Dokument von größter Bedeutung für die Geschicke Frankreichs nachzujagen. In blindem Hass verfolgt er Roberto über die Meere. Doch in der Südsee meutert die gequälte Besatzung der „Tweede Daphne“, danach gerät das Schiff in einen Orkan und geht unter. Ferrante gelingt es gerade noch, Lilia auf eine aus den Angeln gerissene Tür zu binden. So treibt sie schließlich genau auf die Insel des vorigen Tages zu, vor deren Westküste sich Roberto befindet. Ferrante aber wird an den Strand einer anderen Insel gespült, die sich als Hölle erweist, in der lebende Tote in verschiedenen Stadien der Auflösung vergeblich auf ein Ende ihrer Qualen warten. Dort lässt Roberto seinen bösen Doppelgänger enden. Unterdessen treibt Lilia – immer in Robertos erdachtem Roman – auf ihrem Türblatt im Meer und droht vor Erschöpfung zu sterben. Um sie zu retten, macht sich Roberto selbst zu einer Figur in seinem Roman: Wenn er es schafft, auf die Insel zu gelangen, so überlegt er, dann ist er dank des Zeitsprungs einen Tag vor Lilias Ankunft dort und kann ihr helfen, sobald sie gelandet ist. Sollte er aber die Insel nicht erreichen, dann würde er sich genau auf dem 180. Längengrad treiben lassen, auf der Grenzlinie zwischen heute und gestern, außerhalb der Zeit, und würde dadurch – so malt er es sich in seinem Wahn aus – auch die Zeit auf der Insel anhalten und den Tod der Geliebten für immer hinauszögern.
Mit dieser Idee im Kopf erhebt sich Roberto aus seinem Fiebertraum, lässt die Vögel frei, steckt die „Daphne“ in Brand, lässt sich ins Wasser gleiten und stößt sich ab, „hin zu einer der beiden Glückseligkeiten, die ihn gewiss erwarteten“.
Im Schlusskapitel erwägt der Erzähler, dass die „Daphne“ vielleicht nicht völlig verbrannt ist, da man ja sonst Robertos Aufzeichnungen nicht hätte finden können. Spätere Südseefahrer wie Abel Tasman oder Captain Bligh hätten das Wrack entdeckt und die Papiere gefunden haben können. Aber wie sie dann schließlich in seine Hände geraten sind, lässt der Erzähler offen.

## Stil und Aufbau
Stilistisch ist Die Insel des vorigen Tages wohl Ecos anspruchsvollster Roman. Er spielt nicht nur in der Zeit des Barock, er ist auch im Geist des Barock und zum Teil sogar in manieristisch-barocker Sprache geschrieben. Schon die Erzählerinstanz ist komplex: Es gibt zwar einen nicht weiter definierten Ich-Erzähler, der sich bemüht, Robertos Geschichte aus einem Bündel vergilbter Papiere zu rekonstruieren (die so oft bemühte Fiktion der gefundenen Handschrift wird hier durch die Rede von einem „Bündel ausgewaschener und zerkratzter Autographen“ ersetzt), aber über weite Strecken wird die Handlung auch durchaus im Tonfall eines klassisch-auktorialen Erzählers präsentiert, mit lebendigen Dialogen, effektvollen Pausen, farbigen Schilderungen von Stimmungslagen usw. Hin und wieder kommt, quasi als dritte Erzählerinstanz, auch Roberto selbst zu Wort, sei es durch eingeschobene Zitate aus seinen Briefen, sei es durch eine so starke Identifikation des Ich-Erzählers mit seinem Protagonisten, dass er sich praktisch in ihn hineinversetzt. Auch der Aufbau des Ganzen ist alles andere als simpel: Die Handlung wird vielfach gebrochen erzählt, in kompliziert ineinander verschränkten Rückblenden und mit oft eingeschobenen Reflexionen des Erzählers über die Triftigkeit oder Fragwürdigkeit seiner Rekonstruktion der Geschichte. Manchmal schlägt er sogar mitten im Fortgang alternative Lösungen vor, so dass sich der Leser aussuchen kann, wie es weitergeht.
Zudem wird sprachlich oft mit dem Kontrast zwischen der blumigen (manche finden auch schwülstigen) Ausdrucksweise des barocken Helden und der trockenen Sprache des modernen Erzählers gespielt, wobei die Grenzen fließend sind. Schon das erste Zitat aus Robertos Briefen, das wie ein Motto am Anfang steht, enthält eine Reihe typisch barocker Denk- oder Sinnfiguren („Concetti“), und im ersten Satz des Romans wird der Leser sogleich vor „unverbesserlichem Manierismus“ gewarnt:
„Und doch erfüllt mich meine Demütigung mit Stolz, und da zu solchem Privilegio verdammt, erfreue ich mich nun gleichsam einer verabscheuten Rettung: Ich glaube, ich bin seit Menschengedenken das einzige Wesen unserer Gattung, das schiffbrüchig ward geworfen auf ein verlassenes Schiff.“
So, in unverbesserlichem Manierismus, Roberto de La Grive, vermutlich im Juli oder August 1643.
Komplexe Wort- und Begriffsspiele häufen sich, der Text wimmelt nur so von verborgenen Anspielungen auf die verschiedensten Dichter und Denker des 17. Jahrhunderts, von nur für Spezialisten erkennbaren wie Pierre Gassendi oder Giambattista Marino oder Cyrano de Bergerac bis zu weltbekannten (aber umso besser versteckten) wie Shakespeare oder Pascal. Die Überschriften der 40 Kapitel zitieren mehr oder minder verhüllt – mit wenigen signifikanten Ausnahmen – lauter Titel von Werken aus der Barockzeit, die größtenteils heute nur noch spezialisierten Antiquaren bekannt sein dürften, und ergeben somit eine ganz eigene, fast private Geschichte. Philosophische Reflexionen mischen sich, besonders gegen Ende des Buches, zwischen die eher erzählerischen Kapitel, so etwa eine große Meditation mit dem Titel „Paradoxe Exerzitien über das Denken der Steine“ (Kapitel 37), in der sich der fiebernde Roberto vorstellt, er wäre ein Stein, um dann jedoch ungeahnte Komplexitäten im Wesen der angeblich toten Mineralien zu entdecken (einmal versucht er sogar, sich als Stein in einem Vulkankrater zu imaginieren, also als flüssiges Magma, und beschließt erschrocken, doch lieber wieder als harter Stein zu denken). Immer wieder wird über das Wesen von Raum und Zeit nachgedacht, besonders in Pater Caspars abenteuerlichen Spekulationen über die Genesis und die Sintflut (Kapitel 21, „Heilige Theorie der Erde“), und geradezu obsessiv werden die Konsequenzen der Vielzahl möglicher Welten für die christliche Heilslehre diskutiert (besonders originell in Kapitel 14, „Traktat der Wissenschaft von den Waffen“, wo ein Duell zwischen zwei französischen Offizieren in Casale erzählt wird, das stark an die Duellszene zu Beginn von Edmond Rostands Cyrano de Bergerac erinnert, in der Cyrano ebenso gewandt mit Worten wie mit dem Degen ficht, nur dass bei Eco der nach Cyrano modellierte Monsieur de Saint-Savin während des Duells kein Sonett dichtet, sondern einen theologischen Traktat über die heilsgeschichtlichen Konsequenzen der Vielzahl möglicher Welten extemporiert – und dann nach dem glorios gewonnenen Duell durch einen dummen Zufall stirbt).

## Das Symbol der Taube
Eine Sonderrolle spielt die Figur der „Flammenfarbenen Taube“ Auf den ersten Blick handelt es sich lediglich um eine besonders schöne tropische Taubenart, die Pater Caspar mit dem Fernrohr auf der Insel gesehen hat und die er Roberto wegen ihrer glutroten Farbe und ihrem blitzschnellen Flug als „Flammende Taube“ beschreibt. Aber Roberto horcht sofort auf, fragt nach, was für eine Taube das sei und erfährt, von weitem sei ihr Anblick, „wie wenn man eine feurige Kugel aus Gold sehe, oder aus güldenem Feuer, die vom Wipfel der höchsten Bäume zum Himmel auffliege wie ein Pfeil“. Bei diesen Worten des Paters befällt Roberto eine „bange Unruhe“, die der Erzähler als „übertrieben“ empfindet und kommentiert: „Als hätte ihm die Insel schon seit einiger Zeit ein dunkles Emblem versprochen, das nun auf einmal hell aufleuchtet“. Um den genauen Rot-Ton dieser glut- oder flammenfarbenen Taube zu definieren, führen die beiden Schiffbrüchigen einen erregten Dialog: 
„Purpurrot, rubinrot, rosenrot, blutrot, lippenrot, lachsrot, krebsrot, ziegelrot, schlug Roberto vor. Nein, nein, rief der Pater ärgerlich. Und Roberto: erdbeerrot, himbeerrot, kirschrot, geranienrot, radieschenrot, tomatenrot, vogelbeerenrot, stechpalmenbeerenrot, rotkehlchenkehlenrot, rotdrosselbauchrot, gartenrotschwanzschwanzrot… Nein, nein, insistierte Pater Caspar, im Kampf mit seiner und allen Sprachen, um das passende Wort zu finden.“
Schließlich einigen sie sich auf 
„die prangende Farbe einer Pomeranze […] ein Glut- oder eben ein Flammenrot, ja, es handle sich um eine geflügelte Sonne: Wenn man sie am weißen Himmel sah, war’s, als würfe die Morgenröte einen Granatapfel in den Schnee. Und wenn sie sich in die Sonne katapultierte, war sie gleißender als die Cherubim!“
Und Pater Caspar fügt noch hinzu, diese Taube könne
„gewißlich nur auf der Insula Salomonis leben, denn im Canticum jenes großen Königs sei die Rede von einer Taube, die sich wie die Morgenröte erhebe, glänzend wie die Sonne, terribilis ut castrorum acies ordinata – schrecklich wie eine waffenstarrende Heerschar. Und in einem anderen Psalm heiße es, ihre Flügel seien bedeckt mit Silber und die Federn mit dem Schimmer des Goldes.“
Damit ist ein wichtiges Stichwort gefallen, das nicht nur aufschlussreich für Robertos weiteres Verhalten, sondern auch bezeichnend für Ecos literarische Vorgehensweise ist: Dieselbe Stelle aus dem Canticum Canticorum (deutsch Hoheslied) wird auch schon an einer zentralen Stelle in Ecos Name der Rose zitiert, nämlich in der emphatischen Beschreibung des namenlosen Mädchens, dem der junge Adson nachts in der Küche begegnet, einer Beschreibung, die er ganz aus Zitaten des Hohenliedes zusammensetzt und mit den Worten beendet: „Und ich fragte mich ebenso hingerissen wie bang, wer diese da sein mochte, die da aufging vor mir wie die Morgenröte, schön wie der Mond, strahlend wie die Sonne, ‚terribilis ut castrorum acies ordinata‘.“ Tatsächlich sieht Roberto die Flammenfarbene Taube im weiteren Verlauf – ganz ähnlich wie Adson das Mädchen – immer mehr als Emblem oder ideale Verkörperung seiner Liebessehnsüchte, die sich sowohl auf die ferne Lilia in Paris als auch auf die nahe, aber ebenso unerreichbare Insel richten. Je tiefer Roberto in seine Fieberträume versinkt, desto mehr verschmelzen die Objekte seiner Begierde zu einem einzigen, das ihm als die Flammenfarbene Taube erscheint. In Kapitel 26, „Emblematisches Lust-Cabinet“, wird eine regelrechte Abhandlung über die Taube als Symbol, Emblem und Allegorie in der Kulturgeschichte von der Antike bis in die Neuzeit eingeblendet, und im letzten Satz des Romans (vor dem Epilog) erscheint die Taube noch einmal (im Original sogar als letztes Wort des Romans), wenn Roberto, während er seinem ungewissen Schicksal entgegenschwimmt, sie hoffnungsvoll zum Himmel auffliegen sieht:
„Dort, über der Linie, die von den Wipfeln der Bäume gezogen wurde, müßte er mit nunmehr überscharfen Augen gesehen haben, wie sich – gleich einem Speer, der auf die Sonne zielte – die Flammenfarbene Taube erhob.“
Im Epilog wird u. a. erklärt, dass es auf der Fidschiinsel Taveuni tatsächlich eine hellrote Taube gebe, die englisch Flame Dove oder Orange Dove und lateinisch Ptilinopus Victor heißt. Dort wäre demnach die „Insel des vorigen Tages“ in der Realität anzusiedeln. Ursprünglich hatte Eco geplant, den Roman nicht L’isola del giorno prima, sondern La Colomba Color Arancio zu nennen. In der deutschen Fassung hätte er dann Die Flammenfarbene Taube geheißen.

## Aufnahme in der Kritik
Dem Erscheinen der deutschen Ausgabe im März 1995 war eine monatelange Medienberichterstattung vorausgegangen, die in diversen Interviews, Andeutungen und Vorabmeldungen die Spannung auf den lange erwarteten dritten Roman des Autors der beiden Welterfolge Der Name der Rose und Das Foucaultsche Pendel anheizte und von bösen Zungen als „Chronik eines angekündigten Bestsellers“ verhöhnt worden war. Bereits zwei Monate vor Erscheinen, als verlautete, die italienische Originalausgabe verkaufe sich nicht so gut wie erwartet, schrieben manche Zeitungen, der neue Eco habe einen „vorzeitigen Medientod“ erlitten. Als der Roman dann vorlag, war die Reaktion in den Medien zwiespältig. Einige Kritiker fanden ihn weitschweifig und überladen, manche lehnten ihn geradezu schroff in Bausch und Bogen ab. Andere lobten ihn dagegen für seinen originellen und spannenden Plot, erzählerischen Reichtum und die weite Spanne seiner Anspielungen und Bezugnahmen. Wieder andere, eher in der akademischen Welt, ließen sich zu ausführlichen Analysen und tiefgründigen Essays anregen, die später gesammelt in Buchform erschienen (s. u. die Sekundärliteratur). Die zwiespältige Aufnahme hat aber nicht nur mit dem vorausgegangenen Medienrummel zu tun, sondern auch mit dem gewollt barocken Charakter des Romans: Wer diesen Stil als „schwülstig“ ablehnt, kann sich schwerlich für Ecos Roman erwärmen, und wer Sinn für kunstvolle Sprachgebilde und manieristische Denkfiguren hat, wird ihn zu schätzen wissen. Eco ging es genau darum, den barocken Stil und Gusto, der in Italien ähnlich wie im deutschen Kulturraum seit der nachfolgenden Klassik als „pompös“ und „verschnörkelt“ in Verruf geraten ist, wieder ein wenig aufzuwerten – war er doch Ausdruck einer Zeit, in der die Welt aus den Fugen geraten und die tradierten Gewissheiten allesamt erschüttert schienen, angefangen mit dem gewohnten Bild der Welt (und ergo des Menschen) im Zentrum des Universums. Daher die zahlreichen Meditationen und Spekulationen über Raum und Zeit und ihre komplexen Wechselbeziehungen, für die ja bereits die zentrale Plot-Idee von der „Insel, die im Gestern liegt“, ein plastisches (freilich nicht „realistisches“) Bild abgibt.
Der Philosophiehistoriker Kurt Flasch schrieb in der F.A.Z. vom 18. März 1995: „Ecos neues Buch erzählt die Odyssee des ‚großen Jahrhunderts‘: Das Zeitalter der Vernunft sucht seinen definitiven Halt und gerät dabei an die Ränder seiner Welt und seines Denkens. Die Vernunft, soeben von Galilei und Descartes zum Triumph über alte Vorurteile geführt, gebiert am Tage darauf utopische Visionen und Träume metaphysischen Erschreckens. Sie erfährt, wie zufällig diese Welt und damit sie selbst ist. Roberto bewegt sich am Rande von Raum und Zeit; er protokolliert das Scheitern einer selbstsicheren Vernunft. Sie trifft in der Natur nichts eindeutig Festes mehr an. Statt wohlgeformter Dinge sieht sie Zufallswirbel der Atome; von der Erde aufblickend, sieht sie Zufallswirbel der Galaxien. Der Rückzug des Denkenden auf sich selbst bietet keinen Halt mehr: Er ist Roberto und Ferrante; er kann die Gedanken Ferrantes denken und zerstört dadurch die cartesianische Gewißheit ‚Ich denke, also bin ich‘.“

## Ausgaben
- Umberto Eco, L’isola del giorno prima, Bompiani, Mailand 1994
- Umberto Eco, Die Insel des vorigen Tages, übers. v. Burkhart Kroeber, Hanser, München 1995, ISBN 3-446-18085-0; dtv, München 1997, ISBN 3-423-12335-4

## Sekundärliteratur
- Thomas Stauder (Hrsg.): „Staunen über das Sein“. Internationale Beiträge zu Umberto Ecos „Insel des vorigen Tages“. Wissenschaftliche Buchgesellschaft, Darmstadt 1997, ISBN 3-534-13028-6
- Günter Berger: Annäherungen an die Insel. Lektüren von Umberto Ecos „Die Insel des vorigen Tages“, Aisthesis Verlag, Bielefeld 1999, ISBN 3-89528-223-5

Zum Hintergrund:
- Dava Sobel: Longitude. 1995. Dt. Längengrad. übers. v. Matthias Fienbork u. Dirk Muelder, Berlin Verlag 1996; btb 1998, ISBN 3-442-72318-3; Illustr. Ausgabe, Berlin Verlag 1999, ISBN 3-8270-0364-4